# Phoenicoprocta multicincta
Phoenicoprocta multicincta là một loài bướm đêm thuộc phân họ Arctiinae, họ Erebidae.